# 小日萬奇克
48°43′43″N 26°59′17″E / 48.72861°N 26.98806°E
小日萬奇克（烏克蘭語：Малий Жванчик）是位於烏克蘭西部赫梅利尼茨基州裏卡緬涅茨-波多利斯基區的杜納伊夫齊市鎮的村莊，面積1.12平方公里，海拔高度244米，2001年人口149，人口密度每平方公里132.9人。